# Missé
Missé is een plaats en voormalige gemeente in het Franse departement Deux-Sèvres in de regio Nouvelle-Aquitaine en telt 827 inwoners (1999). De plaats maakt deel uit van het arrondissement Bressuire.

## Geschiedenis
De gemeente Missé werd op 1 januari 2019 opgeheven en toegevoegd aan de gemeente Thouars.  

## Geografie
De oppervlakte van Missé bedraagt 12,4 km², de bevolkingsdichtheid is 66,7 inwoners per km².
De onderstaande kaart toont de ligging van Missé met de belangrijkste infrastructuur en aangrenzende gemeenten.

## Demografie
Onderstaande figuur toont het verloop van het inwonertal.
Mauzé-Thouarsais · Missé · Sainte-Radegonde · Thouars